# Tieta (trilha sonora)
A trilha sonora da telenovela Tieta (1989) foi gravada em dois volumes, Tieta e Tieta 2, ambos com com produção de Mariozinho Rocha, e lançados em 1989 pela gravadora Som Livre. Ambos os álbuns contam com canções que se tonaram clássicos da MPB, com composições escritas e interpretadas por artistas como Caetano Veloso, Emílio Santiago, Tim Maia, Fafá de Belém, Maria Bethânia, Elba Ramalho, Simone, Martinho da Vila, Gal Costa, Roberta Miranda, e o então desconhecido Carlinhos Brown, entres outros. Luiz Caldas canta a música-tema, "Tieta". Em 1994, a telenovela Tieta foi reprisada no Vale a Pena Ver de Novo, e, no mesmo ano, a Som Livre colocou no mercado uma coletânea, intitulada Tieta Especial, contendo as melhores canções das duas trilhas originais.

## Tieta
Tieta, comumente chamado de Tieta 1, ou ainda Tieta Volume 1, é o primeiro álbum da trilha sonora da homônima telenovela brasileira exibida entre 1989 e 1990 pela Rede Globo, que foi lançado em LP, K7, e CD, pela Som Livre, em 1989, contando com produção de Mariozinho Rocha.  O primeiro volume vendeu 1,1 milhão de cópias, sendo a 2ª trilha sonora com músicas nacionais de maior vendagem, e a 9ª no geral. 
No álbum, Luiz Caldas canta o tema de abertura e de encerramento, a canção "Tieta", e conta que até hoje a canção é pedida em shows, ""Tieta" consolidou a axé music no cenário musical", opina o cantor. A letra  foi escrita sob medida para a novela pelo diretor da Rede Globo Boni, em parceria com o compositor Paulo Debétio.
Emílio Santiago e Verônica Sabino interpretam “Tudo o que Se Quer", versão feita por Nelson Motta da canção "All I Ask of You", escrita por Andrew Lloyd Webber, Charles Hart, e Richard Stilgoe, para o musical britânico de 1986, O Fantasma da Ópera. Chitãozinho e Xororó resgatam um dos clássicos do sertanejo, "No Rancho Fundo", tirada do primeiro álbum da dupla, em sua então nova gravadora, PolyGram/Universal Music. Tim Maia interpreta a balada "Paixão Antiga", dos irmãos Marcos e Paulo Sérgio Valle. O paraibano Pinto do Acordeon canta um dos sucessos de sua autoria, 
"Paixão de Beata (Nénem Mulher)", que acabou se tornando tema da vilã Perpétua e suas asseclas Cinira e Amorzinho. 
Outras canções presentes incluem a sombria canção instrumental "Segredos da Noite", também conhecida como o tema da misteriosa "mulher de branco", que saía à noite para atacar os homens da cidade; "Coração do Agreste" interpretada por Fafá de Belém, tema da volta de Tieta à Santana do Agreste; "Eu e Você", canção romântica na voz de José Augusto, e com o grupo Roupa Nova no coro e na base instrumental; e anda Maria Bethânia interpretando "Tenha Calma". 

### Capa
A capa de Tieta mostra a então modelo, hoje atriz, Isadora Ribeiro, em uma cena da abertura da novela, que misturava elementos da natureza com a beleza feminina. O designer alemão Hans Donner, que na época era marido de Isadora, e sua equipe fotografaram o litoral de Mangue Seco, uma aldeia do norte da Bahia. As fotos paradisíacas viraram slides que foram projetados no fundo da cena, onde Isadora aparecia nua e coberta por uma penumbra.

### Lista de faixas
| N.º            | Título                                  | Compositor(es)                                                    | Artista(s)                        | Duração |  |
| 1.             | "Meia Lua Inteira"                      | Carlinhos Brown                                                   | Caetano Veloso                    | 3:36    |  |
| 2.             | "Tudo que se Quer" ("All I Ask of You") | Andrew Lloyd Webber C. Hart Richard Stilgoe Nelson Motta (versão) | Emílio Santiago e Verônica Sabino | 3:57    |  |
| 3.             | "No Rancho Fundo"                       | Ary Barroso Lamartine Babo                                        | Chitãozinho & Xororó              | 4:12    |  |
| 4.             | "Paixão Antiga"                         | Marcos Valle Paulo Sérgio Valle                                   | Tim Maia                          | 4:09    |  |
| 5.             | "Paixão de Beata (Neném Mulher)"        | Pinto do Acordeon                                                 | Pinto do Acordeon                 | 3:23    |  |
| 6.             | "Tieta"                                 | Paulo Debétio Boni                                                | Luiz Caldas                       | 2:56    |  |
| 7.             | "Segredos da Noite" (instrumental)      | Paulo Debétio Julinho Teixeira                                    |                                   | 3:46    |  |
| 8.             | "Coração do Agreste"                    | Moacyr Luz Aldir Blanc                                            | Fafá de Belém                     | 4:12    |  |
| 9.             | "Eu e Você"                             | Renato Barros Vadinho                                             | José Augusto e Roupa Nova         | 4:03    |  |
| 10.            | "Cadê o Meu Amor?"                      | Toinho Alves Marcelo Melo                                         | Quinteto Violado                  | 2:10    |  |
| 11.            | "Amor Escondido"                        | Fagner Abel Silva                                                 | Fagner                            | 4:38    |  |
| 12.            | "Por Você Com Você"                     | Guilherme Arantes                                                 | Guilherme Arantes                 | 3:57    |  |
| 13.            | "Tenha Calma"                           | Djavan                                                            | Maria Bethânia                    | 4:04    |  |
| 14.            | "Imaculada" (instrumental)              | Ary Sperling                                                      |                                   | 3:18    |  |
| Duração total: | Duração total:                          | Duração total:                                                    | Duração total:                    | 51:50   |  |

## Tieta 2
Tieta 2, também chamado de Tieta Volume 2, é o segundo álbum da trilha sonora da homônima telenovela brasileira exibida entre 1989 e 1990 pela Rede Globo, que foi lançado em LP, K7, e CD, pela Som Livre, em 1989, contando com produção de Mariozinho Rocha. Comparada à todas as novelas que lançaram uma segunda trilha nacional, Tieta 2 foi a mais importante. As canções do segundo volume marcaram a virada de vários personagens, tornaram-se grande sucesso, e até hoje remetem imediatamente à novela.
Para acompanhar a virada da personagem Imaculada (Luciana Braga), foi pedido a Aldir Blanc que escrevesse uma letra para a canção instrumental "Imaculada", de Ary Sperling, que fechava a primeira trilha. Elba Ramalho interpreta a canção que abre o álbum e mantém a brejeirice romântica da menina sofrida que sonha com um príncipe encantado sobre um cavalo branco. A canção foi tão marcante que a cantora a incluiu em seu primeiro álbum ao vivo, chamado Ao Vivo (1990). Para marcar a volta de Tonha ao agreste, após uma temporada em São Paulo, surge a canção "Uma Nova Mulher", escrita por Paulo Debétio e Paulinho Resende, e interpretada por Simone, que sempre se preocupou em cantar canções engajadas, com temas fortes sobre a mulher, direitos dos brasileiros e até sobre política. Essa canção foi ainda lançada em seu 16º álbum de estúdio, Simone (1989).
A filha de Tonha, Elisa (Tássia Camargo), passa por uma crise no casamento com Timóteo (Paulo Betti), deixa de ser tão menina e inocente e se torna um mulherão. Para combinar com essa mudança, Gal Costa canta o bolero "Alguém Me Disse", composta por Jair Amorim e Evaldo Gouveia, e que fora um sucesso em 1960 na voz de Anísio Silva. A versão de Gal também foi lançada em seu disco Plural, de 1990. Tieta paga Gladstone (Paulo José) para tirar a virgindade da amiga Carmosina (Arlete Salles). Ele acaba se apaixonando por ela, e isso transforma a vida de Carmô, que  também ganha um tema de amor, o forró "Doida pra te Amar", na voz de Nando Cordel, com participação especial da cantora Amelinha. Carol (Luiza Tomé) acaba se apaixonando por Osnar (José Mayer), e ganha forças para se libertar de Modesto Pires (Armando Bógus). A canção que dá o tom é "Vem Morena", com Nana Caymmi. A canção foi composta por Danilo Caymmi e Paulo César Pinheiro, e, inicialmente, seria o tema de abertura de Tieta, mas Hans Donner e Boni chegaram à conclusão que as cenas pediam algo mais animado. 
O sertanejo que dominaria as paradas de sucesso nos anos 90 estava presente através de Chitãozinho & Xororó na primeira trilha. Na segunda, quem dá voz ao estilo é Roberta Miranda e sua regravação de "Luar do Sertão", um grande clássico composto por Catulo da Paixão Cearense e João Pernambuco. A versão de Roberta Miranda entrou para o seu disco de 1990, chamado Amigos Interpretam Roberta Miranda, e foi o seu primeiro tema em uma trilha sonora de novela. A canção serviu de tema para a liberal Laura (Cláudia Alencar), esposa do Comandante Dário (Flávio Galvão).
A chegada de Silvana (Cláudia Magno), a filha de Marcolino Pitombo (Otávio Augusto), que vem do Rio de Janeiro para visitar a família e acaba ficando, provoca uma mudança na relação de Dário e Laura. As duas se tornam amigas, e quando Laura percebe o interesse de Silvana pelo marido, acaba estimulando o envolvimento dos dois desde que ela também participe. A canção que embalou a personagem foi "Sinceridade", uma versão de um bolero latino, "Sinceridad", feita por João Bosco, incluída em seu segundo disco pela gravadora Columbia Records, chamado Bosco. Esse disco possui também "Jade", da trilha de O Salvador da Pátria (1989). Para acompanhar as fugidinhas de Modesto Pires, foi escolhido o sambinha "Dancei", composto por Martinho da Vila, tema perfeito para o personagem que trazia um tom satírico e divertido, característico dos sambas dos anos 20. Essa canção foi lançada no seu disco de 1989, O Canto das Lavadeiras.
No volume 2 de Tieta, o conjunto de forró 3 do Nordeste, formado por Mestre Zinho, Zé Pacheco e "Parafuso" (Carlos Albuquerque Melo), aparece cantando uma composição de Marcos Wagner, a canção "Água na Boca", que pontuava as cenas do desavergonhado Coronel Artur da Tapitanga. Chegam à cidade os empregados de Mirko Stephano, Bebé (Simone Carvalho), a jovem linda que emana sedução pra cima de Timóteo; e o sedutor de porte atlético Rosalvo (Paulo César Grande), que encanta Elisa. Para ele, foi escolhida a canção "Indo e Vindo", versão de "One for the Road", do ex-RPM Paulo Ricardo, que em 1989 estava lançando seu primeiro disco solo.
Quem também desembarca em Santana do Agreste é o empresário é Arturzinho (Marcos Paulo), filho do Coronel, que há anos não dava notícia. Suas tramoias e seu envolvimento com Tonha, por quem fora apaixonado no passado, foram marcados pela instrumental "Urbana", composta por Ary Sperling. Seguindo firme na ideia de dar valor às canções incidentais dentro da novela e nas trilhas, o volume 2 de Tieta conta com mais dois temas. "O Comandante", releitura do hino nacional dos Estados Unidos, "Star Spangled Banner", presente em um pot-pourri com "O Bêbado"; que eram, respectivamente, temas do Comandante Dário e de Bafo de Bode (Benvindo Siqueira). Esse pot-pourri foi atribuído, no disco, a à Banda de Santana do Agreste, que era, nada verdade, um grupo de músicos de estúdio da própria gravadora Som Livre. Outra canção instrumental ficou por conta de Sérgio Mendes, na canção "Toucan's Dance", que foi lançada em seu disco Arara, de 1989.
Uma das canções mais marcantes da trilha de Tieta, "A Lua e o Mar", foi tão impactante quanto "Meia Lua Inteira", com Caetano Veloso, e também servia como tema de locação para as paisagens de Santana do Agreste. A canção foi resultado de um reencontro de dois ex-companheiros do Novos Baianos, em 1990, Moraes Moreira e Pepeu Gomes. "A Lua e o Mar" se tornou um sucesso do carnaval daquele ano e foi composta em parceira com Fausto Nilo.

### Capa
A capa de Tieta 2 mostra a atriz Betty Faria, como a personagem-título da telenovela. A capa chamou até mais atenção que a do primeiro disco, tanto que foi usada na reprise da telenovela no Vale a Pena Ver de Novo, em 1994, quando a Som Livre colocou no mercado uma coletânea com as melhores canções das duas trilhas, intitulada Tieta Especial.

### Lista de faixas
| N.º            | Título                                                              | Compositor(es)                          | Artista(s)                   | Duração |  |
| 1.             | "Imaculada"                                                         | Ary Sperling Aldir Blanc                | Elba Ramalho                 | 4:04    |  |
| 2.             | "Uma Nova Mulher"                                                   | Paulo Debétio Paulinho Rezende          | Simone                       | 4:33    |  |
| 3.             | "Dancei"                                                            | Argemiro                                | Martinho da Vila             | 2:33    |  |
| 4.             | "Alguém Me Disse"                                                   | Evaldo Gouveia Jair Amorim              | Gal Costa                    | 3:40    |  |
| 5.             | "A Lua e o Mar"                                                     | Moraes Moreira Pepeu Gomes Fausto Nilo  | Moraes Moreira e Pepeu Gomes | 4:04    |  |
| 6.             | "Água na Boca"                                                      | Marcos Wagner                           | 3 do Nordeste                | 2:48    |  |
| 7.             | "Urbana" (instrumental)                                             | Ary Sperling                            | Ary Sperling                 | 4:13    |  |
| 8.             | "Luar do Sertão"                                                    | Catulo da Paixão Cearense               | Roberta Miranda              | 4:35    |  |
| 9.             | "Indo e Vindo (One for the Road)"                                   | Paulo Ricardo                           | Paulo Ricardo                | 4:06    |  |
| 10.            | "Vem Morena"                                                        | Danilo Caymmi Paulo César Pinheiro      | Nana Caymmi                  | 2:30    |  |
| 11.            | "Doida pra Te Amar" (com part. de Amelinha)                         | Nando Cordel                            | Nando Cordel                 | 4:43    |  |
| 12.            | "Sinceridade" ("Sinceridad")                                        | Rafael Gastón Pérez João Bosco (versão) | João Bosco                   | 4:06    |  |
| 13.            | "Toucan’s Dance" (instrumental)                                     | Dori Caymmi                             | Sérgio Mendes                | 3:42    |  |
| 14.            | "O Comandante" ("Star Spangled Banner") / "O Bêbado" (instrumental) | / J. Catarina                           | Banda de Santana do Agreste  | 1:57    |  |
| Duração total: | Duração total:                                                      | Duração total:                          | Duração total:               | 51:34   |  |

## Tieta Especial
Tiesta Especial é uma coletânea lançada em LP, K7, e CD, pela Som Livre, em 1994, quando a telenovela brasileira Tieta, exibida originalmente entre 1989 e 1990 pela Rede Globo, foi reprisada no Vale a Pena Ver de Novo. Com produção de Mariozinho Rocha, Tiesta Especial reúne as melhores canções dos dois álbuns originais da trilha sonora da homônima telenovela, Tieta e Tieta 2, originalmente lançados em 1989.

### Capa
A capa de Tieta Especial é um recorte da capa de Tieta 2, a qual mostra a atriz Betty Faria como a personagem-título da telenovela. 

### Lista de faixas
| N.º            | Título                                                              | Compositor(es)                                                    | Artista(s)                        | Duração |  |
| 1.             | "Meia Lua Inteira"                                                  | Carlinhos Brown                                                   | Caetano Veloso                    | 3:32    |  |
| 2.             | "Tudo que se Quer" ("All I Ask of You")                             | Andrew Lloyd Webber C. Hart Richard Stilgoe Nelson Motta (versão) | Emílio Santiago e Verônica Sabino | 3:54    |  |
| 3.             | "Coração do Agreste"                                                | Moacyr Luz Aldir Blanc                                            | Fafá de Belém                     | 4:12    |  |
| 4.             | "No Rancho Fundo"                                                   | Ary Barroso Lamartine Babo                                        | Chitãozinho & Xororó              | 4:08    |  |
| 5.             | "Uma Nova Mulher"                                                   | Paulo Debétio Paulinho Rezende                                    | Simone                            | 4:13    |  |
| 6.             | "Amor Escondido"                                                    | Fagner Abel Silva                                                 | Fagner                            | 4:34    |  |
| 7.             | "Tieta"                                                             | Paulo Debétio Boni                                                | Luiz Caldas                       | 2:55    |  |
| 8.             | "Imaculada"                                                         | Ary Sperling Aldir Blanc                                          | Elba Ramalho                      | 3:59    |  |
| 9.             | "Dancei"                                                            | Argemiro                                                          | Martinho da Vila                  | 2:33    |  |
| 10.            | "Tenha Calma"                                                       | Djavan                                                            | Maria Bethânia                    | 4:06    |  |
| 11.            | "Paixão de Beata (Neném Mulher)"                                    | Pinto do Acordeon                                                 | Pinto do Acordeon                 | 3:25    |  |
| 12.            | "Alguém Me Disse"                                                   | Evaldo Gouveia Jair Amorim                                        | Gal Costa                         | 3:38    |  |
| 13.            | "Vem Morena"                                                        | Danilo Caymmi Paulo César Pinheiro                                | Nana Caymmi                       | 2:28    |  |
| 14.            | "Luar do Sertão"                                                    | Catulo da Paixão Cearense                                         | Roberta Miranda                   | 4:30    |  |
| 15.            | "O Comandante" ("Star Spangled Banner") / "O Bêbado" (instrumental) | / J. Catarina                                                     | Banda de Santana do Agreste       | 1:54    |  |
| Duração total: | Duração total:                                                      | Duração total:                                                    | Duração total:                    | 54:01   |  |